# Karákóram
Karákóram (urdsky سلسلہ کوہ قراقرم, transliterováno Selsele-ye Kūh-e Qarāqoram, čínsky 喀喇昆仑山脉, pinyin Kālǎkūnlún Shānmò, český přepis Kcha-la-kchun-lun šan-mo) je druhé nejvyšší pohoří na světě – dosahuje výšky 8611 m (K2). Rozkládá se v pákistánském Kašmíru, Indii a Číně na ploše asi 90 000 km². Táhne se 500 km dlouhým obloukem severně od horního toku Indu rovnoběžně s Himálajem a představuje spojení Himálaje s Pamírem a Kchun-lun-šanem. Je součástí alpsko-himálajského systému.

## Orografické členění
Karákóram se dělí na tři části, Velký Karákóram, Malý Karákóram a Severní Karákóram, z nichž Velký Karákóram je nejvyšší. Patří do něj horské skupiny Sasér, Rimó, Sijačén, Baltóró, Panmah, Hispár a Batúra. Ve skupině Baltóró se na pákistánsko-čínské hranici nachází čtveřice osmitisícovek K2, Broad Peak, Gašerbrum I a Gašerbrum II a deset sedmitisícových štítů. Ve skupině Panmah jsou některé vrcholy dosud člověkem nezdolané.
Malý Karákóram, jehož nejvyšší vrchol je Mašerbrum s 7821 m n. m. Člení se na horské skupiny Saltóró, Mašerbrum, Haramóš a Rakapóší.
Severní Karákóram je nejnižší, dosahuje maximálně šestitisícových výšek a zahrnuje horské skupiny Khundžeráb a Lupghar.

## Podnebí
Nižší polohy a karákóramská údolí patří k nejsušším místům na světě. Letní monzuny přinášející vláhu do Himálaje sem prakticky nezasahují, a tak se množství srážek pohybuje v desítkách milimetrů za rok. Teploty v nadmořských výškách 2000 metrů dosahují v létě i 40 °C. Toto suché a teplé podnebí zde vytvořilo ojedinělou vysokohorskou poušť. Nad hranicí 5000 metrů mizí srážkový stín a podnebí se stává vlhčím s až 4000 mm srážek ročně, čímž je umožněno mohutné zalednění. Karákóram je nejvíce zaledněným pohořím na světě. Sněžná čára je na jižních svazích ve výšce 5000 metrů, na severních 6200 metrů.

## Osídlení

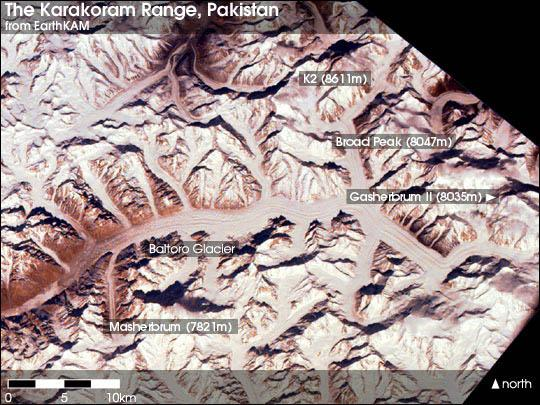
Nejvyšší vrcholy Karákóramu na satelitním snímku

Rozlehlé pohoří bylo vzhledem ke špatné dopravní dostupnosti vždy rozdrobeno mezi jednotlivá údolní království a malé státy. Pět hlavních regionů – Hunza, Gilgit, Baltistán, Ladak a Ujgur  byly uzavřené, kvůli nedostupnosti, jen tu a tam sem pronikli cizí dobyvatelé.
Království Hunza přetínala kdysi jedna z větví Hedvábné stezky, dnes tudy prochází Karákóramská dálnice. Hunzové vyznávají ismailitskou větev islámu.
Mezi regiony obydlenými muslimy je osobitý Ladak, ve kterém žijí převážně Dardové a Tibeťané a ve zdejších klášterech jsou místní centra buddhismu.